# Ая (певица)
Светлана Анатольевна Назаренко, более известная под сценическим псевдонимом Ая (род. 17 октября 1970, Фрунзе) — российская и кыргызстанская певица, вокалистка группы «Город 312» (2001—2024). Заслуженная артистка Кыргызской Республики (2007).
Единственная в коллективе с двумя (Кыргызстана и Россия) гражданствами (при этом все родственники, по её словам, живут на Украине и некоторые в европейской части России).

## Биография
Ая, она же Светлана Назаренко, с семи лет являлась солисткой Большого концертного детского хора.
Отец — Анатолий (1950—2003), мать Екатерина Кузьминична (1950—2016) 
Брат Алексей (родился в 1979 г.)
Дочь Екатерина Лесникова (родилась в 1991 г.)
В возрасте 12 лет выступила на республиканском конкурсе народного творчества, после чего была приглашена в студию Рафаила Сарлыкова. Позднее вошла в ансамбль Сарлыкова «Аракет» (народный ансамбль Кыргызстана и неоднократный обладатель различных премий и призов).
Вскоре начала сольную карьеру под руководством супруга Алексея Лесникова (экс-директора радио «Пирамида»: в её начале принимала участие в разнообразных фестивалях и конкурсах СНГ, в том числе в фестивалях «Бухара» (2-е место), «Тянь-Шань» (1-е место) и «Ялта», а также вышла в финал фестиваля «Ялта-Москва-транзит»). Записала два магнитоальбома: «Спокойная ночь» и «Сломанное радио», в 1996 выпустила первый CD-альбом в истории Кыргызстана: «Музыка снов», в 1999 выпущен CD-альбом «Чай с ароматом клубники».
Несмотря на многочисленные победы в разнообразных фестивалях и активную общественную деятельность в Кыргызстане и работу на радиостанции «Пирамида» (1991—1998) в качестве автора, ведущей программ, зав. отделом рекламы, Светлане не удавалось полностью реализовать свой потенциал. Окончив в 2001 году Киргизский институт искусств по специальности «эстрадный вокал» (красный диплом), переехав в Москву, Светлана вместе с Алексеем Лесниковым, братьями Дмитрием и Леонидом Притулами (Дим и Леон) и Марией Притулой создала коллектив «Город 312», в котором выступает и по сей день. Название группы совпадает с международным телефонным кодом города Фрунзе (с 1 февраля 1991 года переименован в город Бишкек), в котором родилась в 1970 г. и выросла Светлана Назаренко.
В 2007 году присвоено звание заслуженного артиста Киргизской Республики.
В 2015 году присвоено звание «Почетный гражданин Бишкека». За заслуги перед страной и неустанный труд в 2016 году Светлана Назаренко была награждена медалью «Данк» («Слава»).
В сентябре-декабре 2015 года приняла участие в третьем сезоне шоу «Точь-в-точь» на Первом канале, где заняла третье место. Перевоплощалась в Азизу, Мэрайю Кэри, Ёлку, Антонеллу Руджеро, Барбару Брыльску, Шер, Валентину Толкунову, Дебби Харри, Сию, Гелену Великанову и Дэна Маккаферти.
С 2016 года, под руководством Игоря Матвиенко и Андрея Лукинова (ПЦ Матвиенко), совмещая с работой в группе «Город 312», трудится над сольным репертуаром.
В 2017 году вышел первый сольный клип «Вспоминай обо мне, когда пойдёт дождь» (по мотивам OST «Викинг»). Автор музыки И. Матвиенко, автор текста Т. Ткачук. Режиссёр клипа И. Лебедев.
В 2018 году совместно с Жылдыз Осмоналиевой приняла участие в записи саундтрека первого киргизского музыкального фильма «Дарак ыры/Песнь древа».
В 2022 году приняла участие в телешоу «Аватар» на телеканале НТВ, где управляла аватаром «Дюймовочки».
В 2024 году сообщила о приостановлении творческой деятельности из-за проблем со здоровьем.

## Награды
Заслуженная артистка Кыргызской Республики (2007).
Кавалер медали «Данк» (2016).
Почётный гражданин города Бишкек.

## Санкции
В 2022 году Назаренко поддержала вторжение России на Украину. Осенью 2022 года, в числе других звёзд российской эстрады приняла участие в записи патриотического клипа Встанем. 19 октября 2022 года внесена в санкционный список Украины за «поддержку военного вторжения России в Украину в публичных заявлениях». Ранее Назаренко была внесена ФБК в список коррупционеров и разжигателей войны из-за участия в концертах в поддержку войны против Украины.

## Дискография

### Сольная карьера
- «Спокойная ночь» (1992, магнитоальбом)
- «Сломанное радио» (1994, магнитоальбом)
- «Музыка снов» (1996)
- «Чай с ароматом клубники» (1999)

### Город 312
- «213 дорог» (2005, неофициальная пластинка)
- «Вне зоны доступа» (2006)
- «Обернись» (2007)
- «Город 312. Live» (2008)
- «Город 312 Видеоклипы + Bonus (Концерт 05.09.09)» (2010)
- «Новая музыка» (2010)
- «Не теряй меня, Москва» (2013)
- «Без вариантов» (2015)
- «Здесь и сейчас» (2022)